# ブリスク

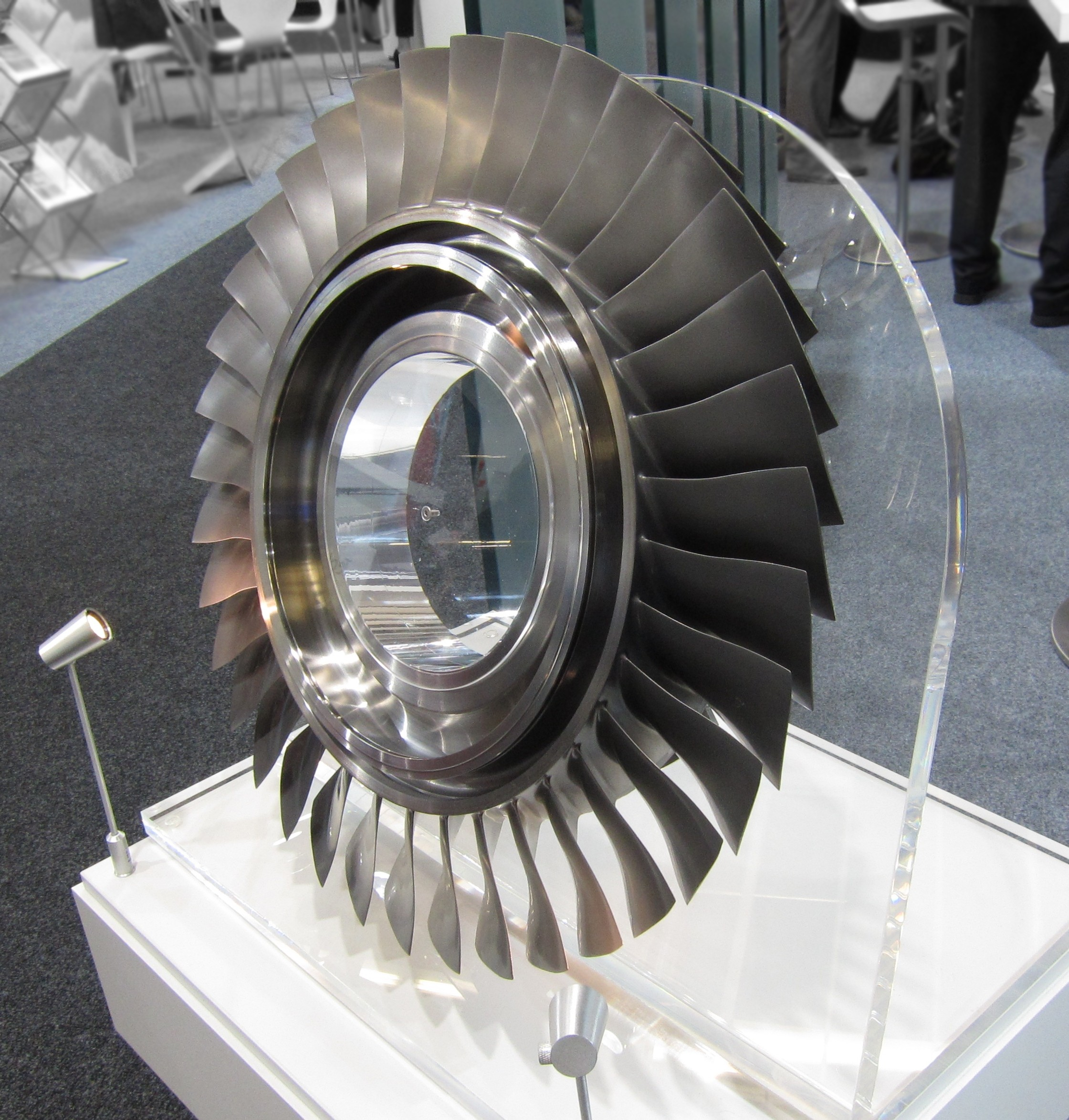
CNC工作機械で加工された一体の軸流式圧縮機のブリスク

ブリスク（blisk、bladed diskのかばん語）とは別々になっていたターボ機械のローターディスクとブレードを鋳造や機械加工、溶接によって一体化した部品のことである。この語彙は主に航空宇宙用エンジンの設計分野で使用される。ブリスクは統合回転翼（integrally bladed rotors、IBR）と呼ばれることもある。

## 歴史
ブリスクの製造は1980年代半ば以降から始まった。Sermatech-Lehr（GKN エアロスペースとしても知られる）が1985年にT700 ヘリコプターエンジンの圧縮機として最初に採用した。それ以来、圧縮機およびファンブレードにおいて採用が拡大し続けている。採用例としてはロケットダイン社のRS-68ロケットエンジンやゼネラル・エレクトリック F110ターボファンエンジンがある。
統合打撃戦闘機計画のF-35BではSTOVLのためにブリスクが採用された。
エンジンを製造するCFMインターナショナルではCFMインターナショナル LEAP実証エンジン計画の実物大の地上試験で圧縮機区画にブリスク技術を採用する。スホーイ・スーパージェット100に搭載されるパワージェット SaM146エンジンも同様にブリスクを備えている。
ゼネラルエレクトリック社はTechXエンジンでも同様にブリスクを採用している。また、 GEnxでは既に複数の段にブリスクを採用している。

## 利点

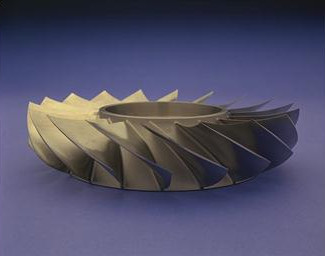
ガスタービンで使用されるブリスクの模型

従来は圧縮機ローターディスクにブレードを後付けしていたが、ブリスクでは一体構造になっている。ローターディスクにブレードをねじやボルト等で固定する必要がなくなるため、圧縮機の部品点数が削減できるとともに、エンジン内部の空気抵抗が減るため効率が高まる。従来はタービンブレードの固定部から亀裂が発生しブレード本体に進展することがあったが、固定部をなくしたことでこの問題も排除されている。
効率は8%まで高める事が可能である。

## 欠点
一体構造であるため、部分的な損傷であってもブリスク全体を交換しなければならない（交換用ブレードの溶接で補修できる場合もある）。運行中の整備は困難で、ほとんどの場合専用の施設で整備しなければならない。従来構造ではタービンブレード固定部でブレードの振動を吸収することができたが、ブリスクではこれが期待できなくなったため、厳密な高調波振動試験を行うなど高水準の動力学的平衡を持たせる必要がある。

## 製造工程
ブリスクはCNCフライス加工、消失型鋳造法、電解加工や溶接など、複数の工程を経て製造される。これを簡素化するため、摩擦攪拌接合を用いて直接 最終形状に近い状態に成形した後、最終形状に機械加工する研究が進められている。